# Future (KATSUMIのアルバム)
『Future』（フューチャー）は、KATSUMIの3枚目の会場限定CD。

## 内容
ライブ会場限定で販売されている会場限定CDの3作目。
公式ファンクラブ「Hip Bird Club」会員のみ、ファンクラブ運営の通信販売にて購入することができる。
ディスクはCD-R仕様となっている。

## 収録曲
作詞・作曲・編曲：KATSUMI
1. 君の未来 僕の未来
新曲。
2. Promise 〜2012 弾き語りversion〜
8thオリジナル・アルバム『DEVOTION』収録楽曲の新録。